# پارشنیو
پارشنیو جماعت و شهرکی در جنوب شرقی کشور تاجیکستان است که در ناحیهٔ شغنان ولایت مختار کوهستان بدخشان قرار دارد. جمعیت این جماعت ۷۴۳۰ است.